# آیرون لینکس
آیرون لینکس یک تیم مسابقه ای اتوموبیلرانی ایتالیایی است که توسط آندره آ پیچینی، دبورا مایر، کلودیو شیاوونی و سرجیو پیانزولا تأسیس شده است. این تیم در امیلیا-رومانیا، ایتالیا مستقر است. این تیم دارای یک تیم خواهر با نام آیرون دیمز نیز است که تمامی رانندگان آن خانوم می‌باشند.

## تاریخچه

### ۲۰۱۹
در سال ۲۰۱۹ تیم آیرون لینکس برای حمایت و ترویج بیشتر حضور رانندگان خانوم در مسابقات اتومبیلرانی تصمیم به تأسیس تیم آیرون دیمز با حضور سه راننده تمام وقت خانوم گرفت.
از رانندگان این تیم می‌توان به سارا بووی، راحل فری و میشل گتینگ اشاره کرد.
این تیم در کلاس جی تی دیتونا و شماره خودرو این تیم در مسابقات ایمسا #۸۳ است.

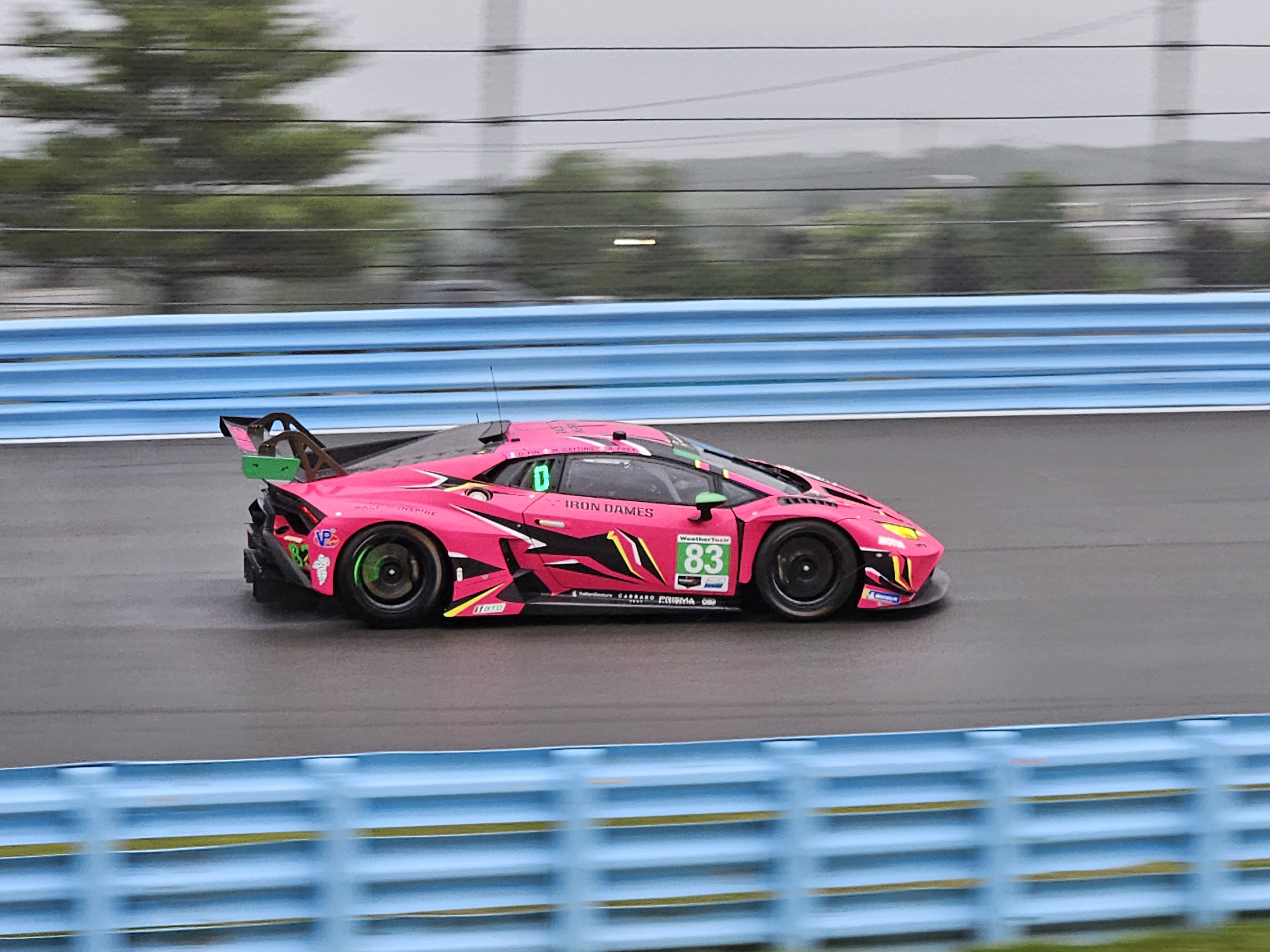
خودرو شماره ۸۳، آیرون دیمز به رانندگی راحل فری، میشل گاتینک و سارا بووی

### ۲۰۲۰
در سال ۲۰۲۰ تیم آیرون لینکس به صورت رسمی با دو خودرو وارد مسابقات شد 
تیم آیرون دیمز که متشکل از راحل فری، مانوئلا گستنر و میشل گتینگ بود برای اولین بار وارد مسابقات شد.
در سال ۲۰۲۰ با حضور و قهرمانی در مسابقات میشلن لمانز کاپ جواز حضور در مسابقه ۲۴ ساعته ۲۰۲۱ لمانز را کسب کند.